# کلینوکلر
کلینوکلر (به انگلیسی: Clinochlore) با فرمول شیمیایی (MgFe 2+Al)6 [(OH)8 - (AlSi)4 O10] از مجموعه کانی هاست و ورقه‌های کانی قابل انعطاف ولی غیرقابل ارتجاع می‌باشند - در اسید سولفوریک می‌جوشد و حل می‌شود. ازکلمات یونانی Klino به معنی خم کردن و Khloros به معنای سبز گرفته شده‌است. در اسید سولفوریک می‌جوشد و حل می‌شود. برای اولین بار در ایتالیا (Val d'Ala) کشف شد و از نظر شکل بلور: ورقه‌ای - شش گوش، رنگ: سبز تیره - سبز آبی - سبز و سفید، شفافیت: شفاف، جلا: شیشه‌ای - صدفی - چرب، رخ: بسیار خوب، سیستم تبلور: مونوکلینیک و در رده‌بندی سیلیکات است و منشأ تشکیل آن دگرگونی است.
همایند کانی‌شناسی (پارانژ) آن کلریت‌های دیگر- کلسیت- دیوپسید- اپیدوت- گرونا است
، از نظر ژیزمان بلور - تجمع فلسی - دانه‌ای فراوان است و بیشتر در کانی تشکیل دهنده سنگها، خصوصاً شیستهای کلریت دار در ایتالیا، اطریش، روسیه و آمریکا یافت می‌شود.
اشیاء و ظروف زینتی از جنس کانی کلینوکلر و با نقش برجسته‌های قابل توجه و مبتکرانه متعلق به هزاره سوم پیش از میلاد مربوط به تمدن جیرفت تاکنون کشف گردیده است.